# Elettrotreno SŽ 310
L'elettrotreno 310 è un elettrotreno ad assetto variabile ad alta velocità utilizzato sul servizio ferroviario premium "InterCitySlovenija" in Slovenia, gestito dalle Ferrovie Slovene dal 24 settembre 2000. 
Si basa sull'ETR 460 italiano comunemente noto come Pendolino. Il treno è in grado di raggiungere una velocità massima di 200 km/h. Il treno è elettrico a 3 kV in corrente continua.
InterCitySlovenija collega le principali città della Slovenia con un'unica linea: Lubiana, Celje e Maribor, con un servizio frequente che funge da navetta ad alta velocità. 
I treni ad assetto variabile possono raggiungere una velocità massima di 160 km/h sulle tratte Maribor - Pragersko, Pragersko - Slovenska Bistrica e Grobelno - Sentjur. Il treno è composto da tre carrozze: due carrozze di 2ª classe e una carrozza di 1ª classe. I treni offrono accesso per disabili, oltre a Wi-Fi a bordo e snack bar.
Le ferrovie slovene hanno acquistato nel 2000 i tre convogli, che attualmente (dicembre 2020) operano sulle rotte Lubiana-Maribor e Hodoš-Capodistria. Fino al 10 dicembre 2016, in estate, il sabato e la domenica, nonché nei giorni festivi, i treni InterCity Slovenia (ICS) effettuavano anche un servizio di andata e ritorno tra Maribor e Capodistria via Lubiana.
Per quanto riguarda i servizi internazionali, un convoglio SŽ serie 310 ha operato sulla tratta Lubiana - Venezia Santa Lucia come EC 50/51 Casanova dal 14 dicembre 2003, al 1 aprile 2008. Dal 12 dicembre 2004 al 10 dicembre 2005 Eurocity Casanova ha collegato Maribor a Venezia via Lubiana, con collegamenti Intercity da e per Graz in Austria.